# Eudioctria monrovia
Eudioctria monrovia là một loài ruồi trong họ Asilidae. Eudioctria monrovia được Wilcox & Martin miêu tả năm 1941. Loài này phân bố ở vùng Tân Bắc giới.